# پنی لین
«پنی لین» تک‌آهنگی از بیتلز است که در سال ۱۹۶۷ میلادی منتشر شد.